# 芳澤あやめ (初代)
初代芳澤 あやめ（よしざわ あやめ、延宝元年〈1673年〉- 享保14年7月15日〈1729年8月9日〉）は元禄から享保にかけて大坂で活躍した女形の歌舞伎役者。屋号は橘屋。俳名に春水。本姓は斎藤。通名を橘屋 權七（たちばなや ごんしち）といった。

## 経歴・人物
紀伊国の中津村（和歌山県日高川町）の生まれ。5歳の時に父を亡くし、その後道頓堀の芝居小屋で色子として抱えられ、吉澤綾之助を名乗った。はじめ三味線を仕込まれたが、丹波亀山の筋目正しい郷士で有徳の人として知られた橘屋五郎左衛門が贔屓となると、その強い勧めで女形としての修行を重ねた。後年女形として大成したあやめは、この橘屋五郎左衛門の恩を一生忘れず、屋号の「橘屋」も彼にあやかって用いるようになったという。のち口上の名手・水島四郎兵衛方に身を置き、初代嵐三右衛門の取り立てで、若衆方として舞台を踏む。
元禄5年（1692年）に京に上り、元禄8年（1695年）に太夫の号を取得して芳澤菊之丞と改名。元禄11年（1698年）には『傾城浅間嶽』での傾城三浦役が人気を博す。正徳3年（1713年）11月江戸に下り、翌年11月に帰京。その2年後には役者評判記『三ヶ津惣芸頭』で高い評価を受ける。享保6年（1721年）には立役に転じて芳澤權七を名乗るが不評で女形に戻る。この前後に「吉澤あやめ」を名乗ったといわれているが、詳細は不明。
享保13年（1728年）隠居、翌年死去した。
初代あやめは、舞台だけでなく日常生活でも常に「女性」を意識していなければならないと門人に教えていた。食事は、みなから離れて一人で食べなくてはいけない、食べている時に男になってしまったら相方の役者がどう思うか、そこまで考えなくてはいけない、という徹底したものだった。初代のこうした「芸談」は、それを直に見聞きしたという狂言作者の福岡彌五四郎が晩年に口述、この他にも数人の役者の芸談を加えて『役者論語』にまとめられた。